# Mimoza Hafizi
Mimoza Hafizi (ur. 20 lutego 1962 w Szkodrze) – albańska astrofizyczka i polityczka, autorka ponad 40 prac naukowych.

## Życiorys
Ukończyła z wyróżnieniem studia z zakresu astrofizyki na Uniwersytecie Tirańskim, następnie została skierowana do pracy na stanowisku asystenta w Wyższym Instytucie Pedagogicznym w Szkodrze, gdzie pracowała do 1990 roku. Odbyła następnie studia doktorskie w paryskiej École normale supérieure.
W 1995 roku rozpoczęła pracę wykładowcy na Wydziale Nauk Przyrodniczych Uniwersytetu Tirańskiego, gdzie w 2012 roku otrzymała tytuł profesora.
W 2018 roku opublikowała powieść pod tytułem Pika trëndafil për ne dhe Alienët.
Uczestniczy w projekcie kosmicznym Theseus. Jest członkinią Międzynarodowej Unii Astronomicznej oraz Albańskiej Akademii Nauk.

### Działalność polityczna
W 2011 roku w wyborach samorządowych uzyskała mandat radnej Tirany jako jedna z reprezentantek Socjalistycznej Partii Albanii.
W latach 2013–2017 była deputowaną do Zgromadzenia Albanii. W październiku 2016 roku opuściła Socjalistyczną Partię Albanii.

## Odznaczenia
W 2008 roku została Kawalerem Orderu Palm Akademickich.